# 英仙座DY

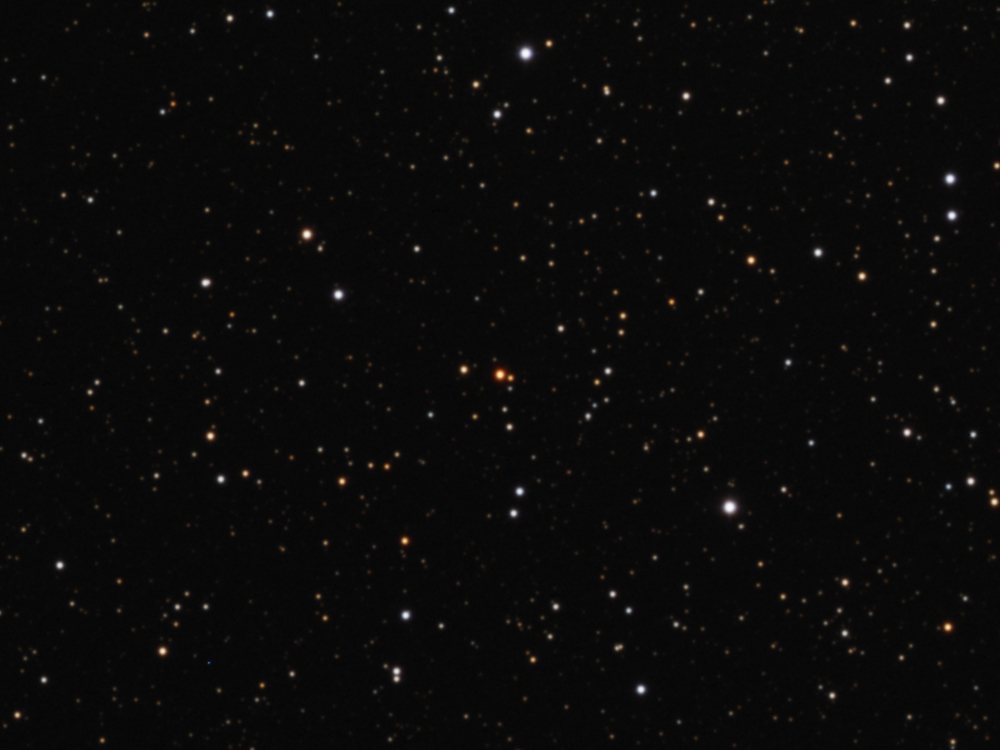
星座远景图

英仙座DY是在英仙座的一顆變星，它是非常罕見的英仙座DY型變星的原型，它的脈動像是紅變星，但變暗的景觀看起來也像北冕座R型變星。